# Emanuel Busch
Karl Emanuel Busch (* 9. September 1973 in Aarau) ist ein Schweizer Biologe.  

## Leben
Busch legte 1993 am Hainberg-Gymnasium Göttingen das Abitur ab. Er studierte Biologie an der Universität Göttingen und der Universität Birmingham und wurde nach dem Diplom im Jahr 2000 in das internationale Doktorandenprogramm des European Molecular Biology Laboratory in Heidelberg aufgenommen. Die Promotion erfolgte 2004 an der Universität Basel. Seine Zeit als Postdoc verbrachte er am Laboratory of Molecular Biology und war zugleich Research fellow am Darwin College der Universität Cambridge. 2013 war er Chancellor’s Fellow an der medizinischen Fakultät University of Edinburgh. Seit 2021 ist er Professor für Physiologie an der Fakultät Medizin der Health and Medical University Potsdam.

## Forschungsschwerpunkte
Die Arbeitsgruppe Busch untersucht den Zusammenhang zwischen Nervensystemen und Alterungsprozessen im Modellorganismus Caenorhabditis elegans. Sie konnte eine neuartige These formulieren, weshalb mit dem Alter die Lernfähigkeit abnimmt. Es konnte gezeigt werden, dass chronische Überaktivität von Nervenzellen die Abnahme kognitiver Fähigkeiten im Alter beeinflusst.
In seiner Doktorarbeit erforschte Busch in der Arbeitsgruppe von Damian Brunner und in Zusammenarbeit mit dem Nobelpreisträger Paul Nurse, wie das Cytoskelett die Gestaltbildung von Zellen steuert. Er konnte zeigen, wie drei Mikrotubuli-assoziierte Proteine (+TIPs) zusammenwirken, um die dynamische Instabilität der Mikrotubuli und damit ihre Organisation in der Zelle zu regulieren.
Seine Forschung wurde bisher von folgenden Institutionen gefördert: EU (Marie Curie Fellowship), EMBO, Schweizerischer Nationalfonds, Royal Society, Medical Research Council (UK) und Wellcome Trust.

## Publikationen (in Auswahl)
- mit Qiaochu Li, Daniel-Cosmin Marcu, Ottavia Palazzo, Frances Turner, Declan King, Tara L Spires-Jones, Melanie I Stefan: High neural activity accelerates the decline of cognitive plasticity with age in Caenorhabditis elegans. In: eLife 9 (2020), e59711. doi:10.7554/eLife.59711
- mit Gerit A Linneweber, Jake Jacobson, Bruno Hudry, Christo P Christov, Dirk Dormann, Michaela Yuan et al.: Nutrient-responsive neurons regulate metabolism through organ-specific modulation of tracheal branching. In: Cell 156 (2014), S. 69–83.  doi:10.1016/j.cell.2013.12.008
- mit Patrick Laurent, Zoltan Soltesz, Robin Joseph Murphy, Olivier Faivre, Berthold Hedwig, Martin Thomas, Heather L Smith, Mario de Bono: Tonic signaling from O2 sensors sets neural circuit activity and behavioral state. In: Nature Neuroscience 15 (2012), S. 581–591. doi:10.1038/nn.3061
- mit Annelie Persson, Einav Gross, Patrick Laurent, Hugo Bretes, Mario de Bono: Natural variation in a neural globin tunes oxygen sensing in wild Caenorhabditis elegans. In: Nature 458 (2009), S. 1030–1033. doi:10.1038/nature07820
- mit Linda Sandblad, Peter Tittmann, Heinz Gross, Damian Brunner, Andreas Hoenger: The Schizosaccharomyces pombe EB1 homolog Mal3p binds and stabilizes the microtubule lattice seam. In: Cell 127 (2006), S. 1415–1424. doi:10.1016/j.cell.2006.11.025
- mit Jacky Hayles, Paul Nurse and Damian Brunner: Tea2p kinesin is involved in spatial microtubule organization by transporting tip1p on microtubules. In: Developmental Cell 6 (2004), S. 831–843. doi:10.1016/j.devcel.2004.05.008
- mit Damian Brunner: The microtubule plus end tracking proteins mal3p and tip1p cooperate for cell end targeting of interphase microtubules. In: Current Biology 14 (2004), S. 548–559. doi:10.1016/j.cub.2004.03.029